# Валлен, Нанин
Нанин Валлен (фр. Nanine Vallain; также была известна как Жанна-Луиза Валлен и мадам Пьер; 1767 — 5 августа 1815, Париж) — французская художница эпохи Великой французской революции.

## Биография
Родилась в Париже в семье мещан. Училась живописи у Жака Луи Давида и Жозефа Бенуа Сюве. В 1785 году впервые выставила свои работы на ежегодной Выставке Дебютантов (фр. Exposition de la Jeunesse), где они встретили тёплый приём у критиков. В 1787 году Валлен снова участвовала в выставке, и её хвалил за «изысканность, гармонию, приятные глазу цвета и манеру письма». В 1788 году она участвовала в этой выставке в третий раз, после чего выставляла свои картины на других площадках.
В 1793 году Валлен вышла замуж за Бартелеми Пьера. В октябре того же года она присоединилась к Общей коммуне искусств в течение того короткого промежутка времени, когда женщины имели на это право. Именно тогда она создала свою самую известную картину, «Аллегория Свободы», которая висела в Якобинском клубе до его закрытия в 1794 году. В годы империи, а именно в 1806—1810 годах, Валлен выставляла на Парижском Салоне, в основном, картины на мифологические и библейские сюжеты, и лишь изредка — портреты, хотя первоначально её карьера художницы начиналась с них.
Нанин Валлен скончалась в Париже в 1815 году, однако к 1832 году о ней забыли уже достаточно плотно, чтобы статья о ней не была включена в вышедший в то время словарь Габе, специально посвящённый французским художникам. Однако, в дальнейшем, и, в первую очередь, благодаря «Аллегории Свободы», о творчестве Нанин Валлен заговорили вновь. Работы Нанин Валлен хранятся сегодня в музее Конде и Национальной галерее Ирландии, а также в некоторых других музейных и частных собраниях.

## Галерея
- Аллегория Свободы. Музей французской революции, Визий
- Людовик Антуан Анри де Бурбон-Конде, герцог Энгиенский. Ок. 1788, музей Конде.
- Портрет женщины с ягнёнком. Ок. 1788, Музей Коньяк-Же, Париж.
- Портрет Этьена Ментора, депутата от Сан-Доминго.